# Monterenzio
Monterenzio (Måntränz in dialetto bolognese cittadino, Muntarènzi in dialetto bolognese montano medio) è un comune italiano di 6 136 abitanti della città metropolitana di Bologna in Emilia-Romagna.
È uno dei cinque comuni membri dell'Unione dei comuni Savena-Idice.

## Geografia fisica
Il comune si estende lungo l'alta vallata del fiume Idice, nell'Appennino bolognese, lambendo anche la vallata confinante del Sillaro; A occidente si stendono i gruppi montuosi del Monte Bibele e del Monte delle Formiche.
In località Cà dei Masi, il sito delle Salse di Sassuno o "del Dragone" si caratterizza per i fenomeni eruttivi delle salse ed è classificato geosito di rilevanza locale.

## Storia
Il territorio comunale è caratterizzato da varie aree archeologiche che attestano la presenza di popolazioni etrusche e celtiche.
Il primo documento che attesta in modo indiretto l'esistenza di un insediamento detto Monte Renzolo (Mons Renzuli) risale al 998, da un placito di Olderico quale giudice dell'imperatore Ottone III.

### Simboli
Lo stemma del Comune di Monterenzio è stato riconosciuto con decreto del capo del governo del 2 ottobre 1939.
(D.C.G. 2 ottobre 1939)
Il capo d'Angiò è tipico di molti comuni del contado di Bologna.

## Monumenti e luoghi d'interesse
- Chiesa di Cristo Re
- Chiesa di Sant’Alessandro di Bisano
- Chiesa di San Benedetto del Querceto
- Chiesa di Santa Maria del Suffragio di Pizzano
- Chiesa di Santa Maria e San Giuseppe di Cassano
- Chiesa dei Santi Clemente e Cassiano di Rignano
- Chiesa dei Santi Michele Arcangelo e Cristoforo di Sassuno
- Dragone o Salsa di Sassuno

## Società

### Evoluzione demografica
Abitanti censiti

### Etnie e minoranze straniere
Al 31 dicembre 2022 la popolazione straniera è di 755 persone, pari al 12,40% dei residenti.

## Cultura
Nel comune è ricompresa l'Area archeologico-naturalistica di Monte Bibele, con i siti archeologici di Pianella di Monte Savino e la necropoli di Monte Tamburino, risalenti all'epoca etrusca e celtica. Nel capoluogo è stato istituito il museo archeologico Luigi Fantini allo scopo di conservare e illustrare i reperti rinvenuti nel territorio, tra cui quelli di Monte Bibele e di Monterenzio Vecchio.

## Geografia antropica

### Frazioni e località
Appartengono al comune di Monterenzio le frazioni e località di Monterenzio (capoluogo), Bisano, Cà di Bazzone, La Rocca , Cassano, Castelnuovo, Farneto, Pizzano, Rignano, San Benedetto del Querceto, San Clemente, Sassuno, Savazza, Vignale, Villa Sassonero, Cà del Vento, Villa di Cassano, Cà Merla, Cà Corradini e Fiumetto.
Monterenzio (capoluogo)
Sede dell'Amministrazione comunale, di un museo etrusco-celtico, della piscina e dei principali servizi comunali,  in anteguerra la frazione era del tutto rurale e si trovava in alta collina. Gradualmente, e soprattutto dopo la seconda guerra mondiale, il capoluogo si è insediato lungo il torrente Idice (come peraltro le altre principali frazioni).
Bisano
La frazione è a monte di Savazza e a valle di San Benedetto del Querceto. Il nucleo antico (del tutto rurale) sorge attorno ad una chiesa del 1911 che è l'ultima evoluzione di un antico castello medievale già attestato al 1109 e credibilmente più antico, oramai totalmente scomparso. Nell'800 si estraeva il rame in una miniera che rimase attiva vari anni. Sono tuttora presenti sorgenti sulfuree a ciò collegate. 
Savazza - Cassano

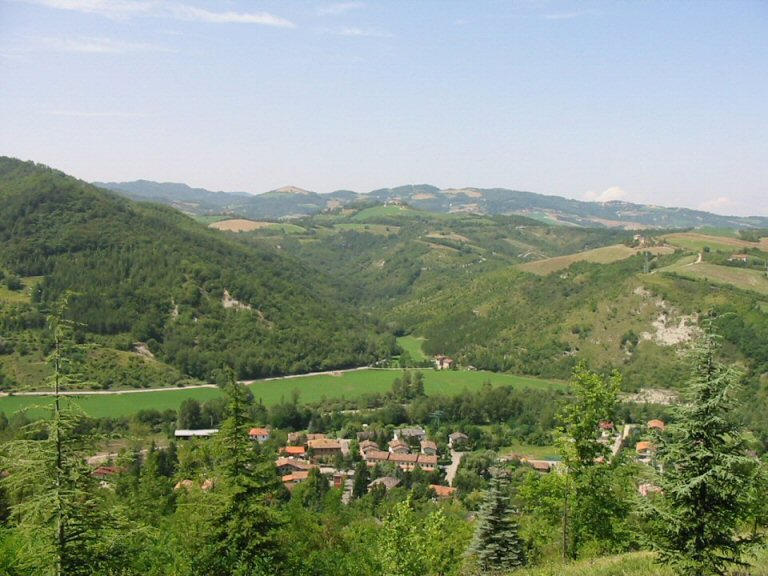
Savazza

La frazione è Villa di Cassano ma la parte popolata e più a valle (costeggiante il fiume Idice) è conosciuta come Savazza che in effetti sarebbe una semplice "località".
La frazione di Savazza era inizialmente costituita da un piccolo nucleo urbano di poche case, sviluppatosi alla fine del secolo IX, attorno ad un mulino che fungeva anche da locanda per i viandanti. All'interno delle locanda campeggiava la scritta (in dialetto locale): 
Da quest'ultima parola (s'avvazza, in italiano "s'avvezza") deriverebbe il nome della località. 
San Benedetto del Querceto
La frazione di San Benedetto del Querceto è situata al confine sud del territorio comunale. La comunità cattolica presente venera la Madonna della Cintura, cui è dedicata l'ultima domenica di agosto con la tradizionale Festa Grossa.
Il 23 dicembre 2006 un'esplosione dovuta a una fuga di gas metano ha causato la morte di cinque persone e il crollo di alcuni edifici.
Pizzano
È la frazione più a valle del comune e comprende principalmente le località di Cà di Bazzone e Cà Merla. È nota anche perché legata alla figura di Christine de Pizan (in italiano Cristina da Pizzano), famosa letterata francese figlia di Tommaso da Pizzano, proprietario terriero del luogo.

## Economia
Sul versante del comune insistente sulla valle del Sillaro, presso la frazione di Rignano, è presente una stazione termale.

## Amministrazione
Di seguito è presentata una tabella relativa alle amministrazioni che si sono succedute in questo comune. Dal 08/06/2024 il sindaco è Davide Lelli (lista civica) che succede a Ivan Mantovani 
| Periodo        | Periodo          | Primo cittadino    | Partito                            | Carica  | Note   |
| -------------- | ---------------- | ------------------ | ---------------------------------- | ------- | ------ |
| 12 giugno 1985 | 26 maggio 1990   | Luciano Menestrina | Partito Comunista Italiano         | Sindaco | [ 12 ] |
| 26 maggio 1990 | 16 febbraio 1993 | Luciano Menestrina | PCI, PDS                           | Sindaco | [ 12 ] |
| 15 marzo 1993  | 24 aprile 1995   | Oriano Leoni       | Partito Democratico della Sinistra | Sindaco | [ 12 ] |
| 24 aprile 1995 | 14 giugno 1999   | Liviano Malaguti   | lista civica                       | Sindaco | [ 12 ] |
| 14 giugno 1999 | 14 giugno 2004   | Liviano Malaguti   | centro-sinistra                    | Sindaco | [ 12 ] |
| 14 giugno 2004 | 8 giugno 2009    | Giuseppe Venturi   | lista civica                       | Sindaco | [ 12 ] |
| 8 giugno 2009  | 26 maggio 2014   | Giuseppe Venturi   | lista civica                       | Sindaco | [ 12 ] |
| 26 maggio 2014 | 27 maggio 2019   | Pierdante Spadoni  | centro-sinistra: PSI-PD-SEL        | Sindaco | [ 12 ] |
| 27 maggio 2019 | 10 giugno 2024   | Ivan Mantovani     | lista civica: Monterenzio Aperta   | Sindaco | [ 12 ] |
| 10 maggio 2024 | in carica        | Davide Lelli       | Lista civica Bene Comune           | Sindaco |        |

### Gemellaggi
- Glux-en-Glenne
- Molde